# Tracking Stock
Tracking Stocks (Geschäftsbereichsaktien, auch Targeted Stock, Mirror Stock, Letter Stock und Alphabet Stock genannt) sind Aktien, die sich nur auf einen bestimmten Geschäftsbereich eines Unternehmens beziehen. Die Inhaber dieser meist börsennotierten Aktien haben die gleichen Rechte wie die Inhaber von anderen Aktien, jedoch beziehen sich diese nur auf einen Geschäftsbereich.
Während diese Art von Aktien in den USA seit Mitte der 1980er Jahre Anwendung findet, ist sie in Deutschland noch weitgehend unbekannt.

## Gattungen
Man unterscheidet Tracking Stocks der ersten Generation (Subsidiary Shares), deren Eigentümer am wirtschaftlichen Erfolg einer rechtlich selbständigen Tochtergesellschaft des Emittenten (Muttergesellschaft) teilhaben und Tracking Stocks der zweiten Generation (Divisional Shares), die das Ergebnis eines unselbständigen jedoch klar abgegrenzten Geschäftsbereichs des Emittenten widerspiegeln.
Bei beiden Varianten sind die Inhaber der Tracking Stocks Aktionäre einer den Tochtergesellschaften übergeordneten Muttergesellschaft (erste Generation) bzw. eines einheitlichen Unternehmens (zweite Generation), wodurch ihr wirtschaftliches Schicksal – beispielsweise bei drohender Insolvenz – eng mit dem des Emittenten verknüpft sein dürfte. Die einzelnen Rechte der Inhaber weichen teilweise erheblich voneinander ab; in der Regel sind Tracking Stocks aber mit Gewinnbezugsrechten ausgestattet, die das erwirtschaftete Ergebnis in den festgelegten Bereichen wiedergeben.

## Anforderungen
Um den Anteilseignern die richtige Gewinnbeteiligung zukommen zu lassen, ist eine getrennte Rechnungslegung erforderlich. Die Unternehmensführung bleibt jedoch die gleiche; sie wird nicht getrennt.

## Vorteile und Motive
Sind beispielsweise die Aktien des Gesamtunternehmens unterbewertet, so lassen sich Tracking Stocks eines erfolgreichen Geschäftsbereichs bzw. einer Tochterunternehmung emittieren, um so mehr Eigenkapital zu akquirieren. Neben der Möglichkeit der Eigenkapitalaufnahme in dem Bereich, der zum jeweiligen Zeitpunkt die besten Aussichten bietet, kann die Ausgabe die Aktionärsbasis des Unternehmens verbreitern sowie die Transparenz und damit Marktbewertung des Unternehmens verbessern. Ferner können sie auch als Abwehrmaßnahme gegen feindliche Übernahmen sowie zur Einführung von geschäftseinheitsbezogenen Managementanreizsystemen dienen.
Die Ausgabe von Tracking Stocks kann wie bei einem Spin-off als Sachdividende an die Unternehmensaktionäre, wie bei einem Equity Carve-out im Rahmen einer öffentlichen Platzierung oder als Akquisitionswährung an die Aktionäre einer übernommenen Gesellschaft erfolgen, wobei diese Möglichkeiten miteinander kombinierbar sind. Ein wesentlicher Unterschied und Vorteil zum Equity Carve-out besteht darin, dass die Ausgabe von Tracking Stocks nicht zwingend an die Bildung rechtlich selbständiger Tochtergesellschaften gebunden ist. Zudem kann die Unternehmensführung im Gegensatz zum Equity Carve-out weitestgehend in den Händen des Vorstands des Emittenten verbleiben. Der Einführung von Tracking Stocks kann außerdem aufgrund der leichteren Revidierbarkeit sowie steuerlicher Vorteile der Vorzug gegenüber einem Equity Carve-out gegeben werden.

## Probleme
Die Kontrolle der getrennten Geschäftsbereiche gestaltet sich sehr schwierig. Es bestünden Anreize, unrentable Geschäftsbereiche aus einem erfolgreichen Bereich querzusubventionieren. Da diese Aktienart in Deutschland noch wenig verbreitet ist, stellt dies auch neue Herausforderungen an Wirtschaftsprüfer. Dass Tracking Stocks im Vergleich zu Spin-offs und Equity Carve-outs noch eher selten eingesetzt werden, resultiert zumindest in Deutschland noch aus der bestehenden Rechtsunsicherheit.

## Beispiele in Deutschland
IPO der Hamburger Hafen und Logistik AG (HHLA)Der Börsengang 2007 erfolgte über zwei Aktienkategorien: Die an der Börse gehandelten A-Aktien repräsentieren lediglich den Hafenumschlagbetrieb, die S-Aktien die Immobilien. Alleiniger Inhaber der S-Aktien ist die Stadt Hamburg.